# Праздничная минея
Пра́здничная мине́я (церк.-слав. минíа; от греч. μηναῖα — мн. ч. от μηναῖον — «месячный, одномесячный, длящийся месяц»; от βιβλίον μηναῖον — месячная книга или τροπολόγιον μηναῖον — месячный Тропологий), Цветосло́в, Цветная мине́я, иногда Анфоло́гий, Анфоло́гион (греч. Άνθολόγιον, дословно — «собрание цветов» от греч. ἀνθέμιον — цветок + греч. λέγω — собирать), или Трефоло́гий, Трефоло́гион, Трефоло́й (греч. Τρεφολόγιον, дословно — «уплотненное собрание» от греч. τρέφω — уплотнять, сгущать, свёртывать + греч. λέγω — собирать) — в Православной церкви разновидность церковнослужебной минеи (церковнослужебного сборника, содержащего службы неподвижных — приходящихся на фиксированные даты — праздников церковного года), содержащая чинопоследования наиболее важных праздников — Господних, Богородичных и святых, особенно чтимых Православной церковью. Эти службы выбраны из Месячной минеи — Праздничная минея является краткой разновидностью Месячной минеи. Состав Праздничной минеи неустойчив, кодифицированного перечня праздников, службы которых входят в её состав, не существует. Праздничная минея включает последования святых, которым молитвословия, песнопения, напев или всё содержание имеют какие-либо особенности.
Употребляется вместе с Общей минеей в храмах, где нет Месячной минеи, и потому Общая минея составляет как бы другую часть Праздничной.

## История

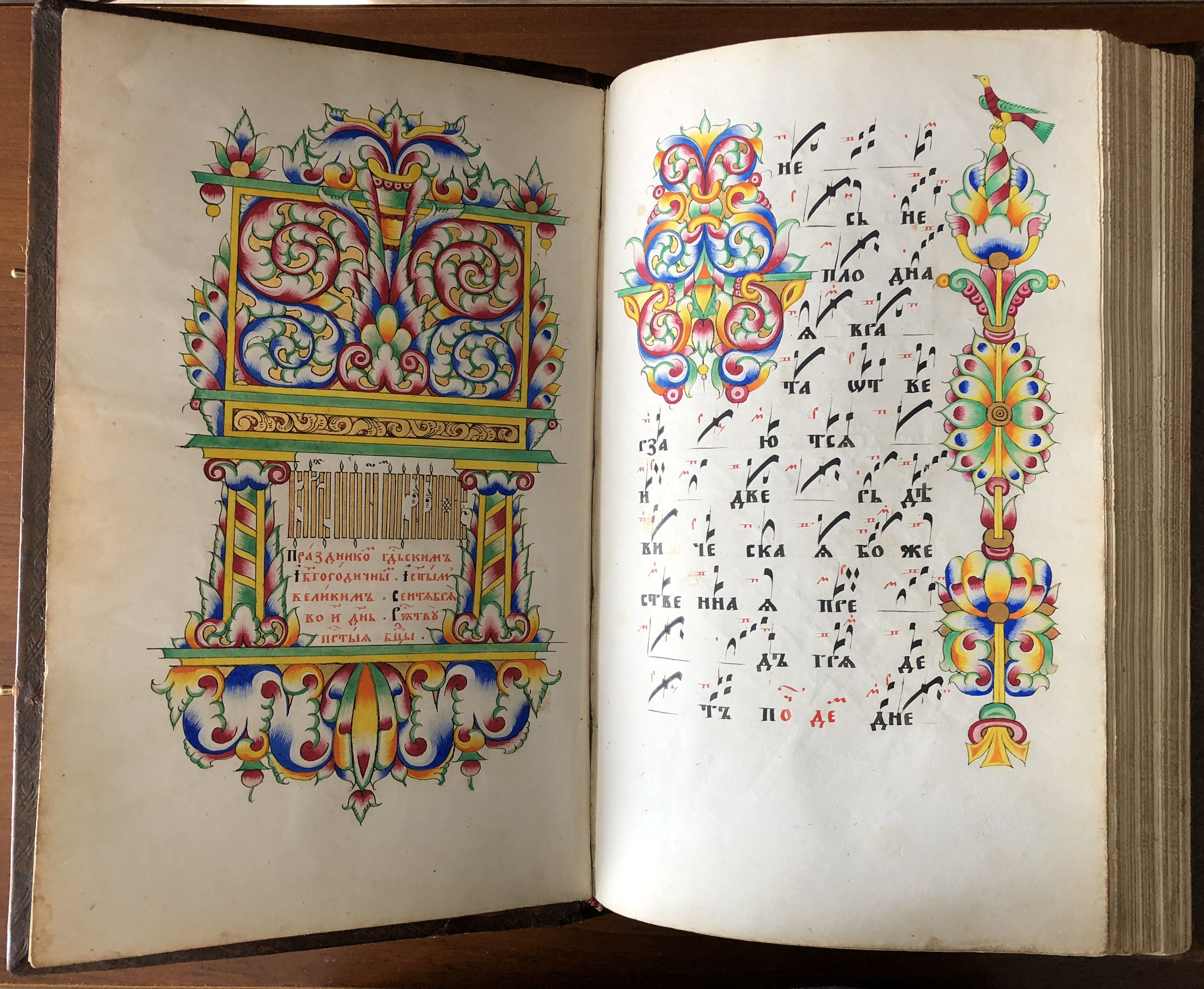
«Праздники деместенного распева». Старообрядческая рукопись, Гуслицы, конец XIX века

Календарную основу Минеи составили праздники константинопольского происхождения.
Первые славянские минеи относятся к концу IX — началу X веков и представлены Общей минеей, составленной учеником Кирилла и Мефодия Климентом Охридским, и Праздничной минеей (как разновидностью Служебной минеи), сложившейся в Первом Болгарском царстве также трудами учеников Кирилла и Мефодия — Климента Охридского, Константина Преславского, Наума Охридского и их последователей. Древнейшие известные списки славянских миней датируются XI веком. Праздничная минея кроме текстов, переведённых с греческого языка, включает оригинальные древнеболгарские тексты. Совмещение Праздничной и Общей минеи в конце IX — начале X веков позволило совершать утреню каждый день церковного года.
В X—XI веках путём дополнения и редактирования Праздничной минеи сложилась славянская Месячная минея. Это происходило в процессе византинизации славянского богослужения и его ориентации на константинопольские литургические образцы, что привело к вытеснению многих оригинальных древнеболгарских текстов Минеи переводными.

## Печатные издания
Первое украинское издание Праздничной минеи, озаглавленное «Анфологион» и подготовленное игуменом Иовом (Борецким) и архимандритом Елисеем (Плетенецким), было напечатано в типографии Киево-Печерского монастыря в 1619 году иеромонахом Памвой (Берындой). Образцом для издания послужили, в частности, венецианские издания XVI века. Позднее «Анфологион», аналогичный по составу современной Праздничной минее, неоднократно переиздавался во Львове в 1632, 1638, 1643, 1651 и 1694 годах, в Новгороде-Северском в 1678 году (включает также Общую минею), в Киеве в 1734, 1743, 1745 и 1766 году, в Чернигове в 1753 году. Украинские издания Анфологиона, как правило, богато иллюстрированы (традиция восходящая к венецианским изданиям Праздничных миней XVI в.), содержат десятки гравюр с изображениями святых и праздников. В работе над ними в разное время принимали участие известные мастера книжной гравюры XVII—XVIII веков: Никодим Зубрицкий, иеромонах Илия, Аверкий Козачковский и др.
Московские издания Праздничной минеи под названием «Анфологион» выходили с 1697 года (переиздания: 1701, 1706, 1715, 1730, 1744, 1748, 1752, 1755, 1759, 1763, 1767, 1773, 1780, 1785, 1848). Издания 1697, 1701 и 1785 годов содержат также Общую минею. Из православного богослужебного обихода книга с таким названием, первоначально практически без изменений, перешла в славянскую униатскую практику: известны рукописные (Вильнюс, БАН Литвы. Ф. 19. № 113 — Супрасльский монастырь, 1714; № 114 — Каменец-Литовск, 1761) и печатные Анфологионы (Львов, 1738; Трефологион, си есть словопытание, гречески Анфологион. Почаев, 1777 — 2 издания).
На румынском языке Анфологионы, аналогичные Праздничной минее, издавались священником Стойко Яковичем (1736), иеромонахом Лаврентием при митрополите Унгро-Влахийском Неофите Критянине (Рымник, 1737, 1745, 1766). Были и другие издания (Яссы, 1755; Бухарест, 1768).